# Henrique XXIX, Conde de Reuss-Ebersdorf
Henrique XXIX de Reuss-Ebersdorf (em alemão:  Heinrich XXIX, Graf Reuß zu Ebersdorf) (Ebersdorf, 21 de julho de 1699 - Herrnhaag, 22 de maio de 1747), foi o soberano do Condado de Reuss-Ebersdorf de 1711 até sua morte.

## Biografia
Filho mais velho de Henrique X e da condessa Edmunda Benigna de Solms-Laubachn, Henrique sucedeu seu pai como Conde de Reuss-Ebersdorf em 1711.
Foi trisavô da rainha Vitória I do Reino Unido e do rei Fernando II de Portugal.

## Casamento e filhos
Casou-se em 7 de setembro de 1721 com a condessa Sofia Teodora de Castell-Remlingen com quem teve treze filhos:
- Renata Benigna (1722 - 1747)
- Henrique XXIV (1724 - 1779), Conde de Reuss-Ebersdorf
- Henrique XXVI (1725–1796)
- Henrique XXVIII (30 de agosto de 1726 — 10 de maio de 1797), casou-se com Inês Sofia (1720–1791), filha de Erdmann II de Promnitz
- Sofia Augusta (1728–1753), casou-se em 1748 com o Barão Ludwig von Weitelfshausen
- Carlota Luísa (1729–1792)
- Henrique XXXI (1731–1763)
- Henrique XXXII (nascido em 1733, morto na Batalha de Lobositz em 1 de outubro de 1756)
- Henrique XXXIII (1734–1791)
- Henrique XXXIV (1737–1806)
- Cristiana Leonor (1739–1761)
- Maria Isabel (1740–1784), casou-se em 1765 com Henrique XXV, Conde de Reuss-Ebersdorf
- Joana Doroteia (1743–1801) casou-se em 1770 com Christoph Friedrich Levin von Trotha